# Jessica B. Harris
Jessica B. Harris (geboren 18. März 1948 in Queens, New York City) ist eine US-amerikanische Historikerin mit dem Schwerpunkt Geschichte der Kulinarik, emeritierte Collegeprofessorin und Kochbuchautorin. 2021 wählte die Zeitschrift Time sie in die Liste der 100 einflussreichsten Persönlichkeiten des Jahres.

## Beruflicher Werdegang
Jessica B. Harris wurde 1948 im New Yorker Stadtteil Queens geboren. Von 1953 bis 1961 besuchte sie die United Nations International School, danach die High School of the Performing Arts, wo sie 1964 ihren Abschluss machte. Im Anschluss daran studierte sie am Bryn Mawr College, wo sie während ihres Junior Years in Paris studierte und 1968 einen Bachelorabschluss in Französisch erwarb. Es folgte ein einjähriges Studium an der Universität Nancy und das Masterstudium am Queens College (CUNY) in New York, das sie 1971 mit dem Master abschloss. Bereits ab 1969 unterrichtete sie an der dortigen Fakultät für romanische Sprachen. Als Professorin für Englisch kehrte sie bis zu ihrer Emeritierung an das Queens College zurück und hielt so den Kontakt zu ihrer Familie in Brooklyn aufrecht. An der Dillard University in New Orleans gründete sie das Institute for the Study of Culinary Cultures.

## Forschungs- und Publikationsschwerpunkte
Harris forschte und lehrte zur Kochkunst mit dem Schwerpunkt Afrika und Karibik. Sie ist eine gefragte Expertin für Kulinarik und berät als solche die Smithsonian Institution.
Sie ist Autorin, Herausgeberin und Übersetzerin zahlreicher Bücher. Zu ihren bekanntesten Werken gehört ihr zwölftes Buch High on the Hog. A Culinary Journey from Africa to America (2011). Darin zeichnet sie die Geschichte der afroamerikanischen Küche nach und stellt dar, welche Veränderungen mit Menschen und Speisen auf dem Weg von Afrika nach Amerika geschahen. 2013 veröffentlichte sie The Martha's Vineyard Table. Es enthält 80 Rezepte von Spezialitäten der Insel Martha’s Vineyard vor der Südküste von Cape Cod im US-Bundesstaat Massachusetts und Essays über den Alltag auf der beliebten Ferieninsel. Über 40 Jahre sammelte sie Postkarten, die Afrikaner und ihre Nachfahren in der amerikanischen Diaspora zeigen, und veröffentlichte diese in dem Band Vintage Postcards from the African World: In the Dignity of Their Work and the Joy of Their Play.

## Werke (Auswahl)
- High on the Hog. A Culinary Journey from Africa to America. Bloomsbury Verlag, 2011, ISBN 978-1-59691-395-0
- Jessica B. Harris, Susie Cushner: The Martha's Vineyard Table. Chronicle Books LLC Verlag, 2013, ISBN 978-1-4521-3308-9 (E-Book) (englisch)
- Jessica B. Harris: Food of the Scattered People. In: Donald Sloan (Hrsg.):  Food and Drink : The Cultural Context. Goodfellow Publishers, Limited, 2013
- Vintage Postcards from the African World: In the Dignity of Their Work and the Joy of Their Play. University Press of Mississippi, 2020 (englisch)

## Mitgliedschaften (Auswahl)
- Gründungsmitglied der Southern Foodways Alliance, die die unterschiedlichen Esskulturen des Südens der USA dokumentiert und erforscht
- Mitglied der International Association of Culinary Professionals (IACP) (deutsch: Internationale Vereinigung kulinarischer Fachkräfte)
- Mitglied von Les Dames d'Escoffier, führender Zusammenschluss einflussreicher Frauen zur Förderung von Bildung und Kultur in den Bereichen Gastronomie, Hotellerie und Nahrungsmittel

## Auszeichnungen und Ehrungen (Auswahl)
- James Beard Foundation: Lifetime Achievement Award (Publishers Weekly)
- 2021: Time Magazine, Auszeichnung als eine der hundert einflussreichsten Persönlichkeiten des Jahres 2021 (Time 100)[4]
- 2022: Augie-Preis (Culinary Institute of America, CIA), für Harris’ Engagement für die weltweite Kochkunst[5]

## Rezeption
In der Fernsehdokumentation High On The Hog: Wie die afroamerikanische Küche Amerika veränderte (Originaltitel: High On The Hog: How African American Cuisine Transformed America) aus dem Jahr 2021 wird auf der Basis von Harris’ Buch gezeigt, wie ein Volk durch das Essen zusammengeschweißt wird, wie es überlebt und die amerikanische Küche prägt. Der afroamerikanische Koch, Sommelier und Autor Stephen Satterfield ist in der vierteiligen Serie mit Jessica B. Harris zunächst in Benin unterwegs und folgt der sogenannten Sklavenstraße aus dem Landesinneren bis an die Küste. Die Reise führt in den Amerikanischen Staaten weiter, von South Carolina nach Texas, Philadelphia und New York. Vermittelt werden Geschichten hinter den Gerichten und ihre Beziehung zur Geschichte der Afroamerikaner. Eine zweite Staffel der Netflix-Serie ist in Vorbereitung.